# Triana Park
Triana Park (letton : Triānas Parks) est un groupe letton qui a représenté la Lettonie au Concours Eurovision de la chanson 2017 à Kiev, en Ukraine, mais fut éliminé dès les demi-finales.
Il est constitué d'Agnese Rakovska, Artūrs Strautiņš, Edgars Viļums et Kristaps Ērglis.